# Risoba chlora
Risoba chlora är en fjärilsart som beskrevs av George Francis Hampson 1912. Risoba chlora ingår i släktet Risoba och familjen trågspinnare. Inga underarter finns listade.